# Didymoplexis seidenfadenii
Didymoplexis seidenfadenii är en orkidéart som beskrevs av Sath.Kumar och Paul Ormerod. Didymoplexis seidenfadenii ingår i släktet Didymoplexis och familjen orkidéer. Inga underarter finns listade i Catalogue of Life.